# پدر لونده
پدر لونده (انگلیسی: Peder Lunde Sr.; ۲۵ مهٔ ۱۹۱۸ – ۲۶ دسامبر ۲۰۰۹) ورزشکار اهل نروژ بود.
وی در مسابقات کشوری و بین‌المللی در مجموع برندهٔ ۱ مدال نقره شده‌است.